# Вулиця Кольберга
Ву́лиця Оскара Кольберга — вулиця у Франківському районі Львова, в місцевості Новий Світ. Сполучає вулиці Генерала Чупринки та Котляревського.

## Назва
- Марії Магдалени — до 1895 року, за назвою костелу святої Марії Магдалини, розташованого неподалік.
- Марії Магдаліни — повернено довоєнну назву в липні 1944 року.
- Чайкіної — назва з 1946 року, на честь Єлизавети Чайкіної, радянської партизанки часів німецько-радянської війни, Героя Радянського Союзу.
- Кольберга — назва з 1992 року, на честь Оскара Кольберга, польського етнографа, фольклориста, композитора[4][5].

## Забудова
У забудові вулиці Кольберга переважають архітектурні стилі — сецесія, функціоналізм та сучасна багатоповерхова 2000—2010-х років. Більшість будинків внесено до Реєстру пам'яток архітектури місцевого значення.
№ 3 — чотириповерхова з цоколем кам'яниця, споруджена у 1907—1908 роках будівничими Міхалом Улямом та Владиславом Гертманом у стилі сецесія. Корпус будинку складається з фронтального блоку, з двома рядами покоїв усередині, та видовженої офіцини. В композиції чільного фасаду, проєктованого під регуляційну лінію, переважають горизонтальні членування (карниз і тяги). З лівого краю — компонується пристінок з балконами. Вхідну браму та сіні зміщено у правий бік. Сходова клітка прилягає до внутрішнього кута Г-подібного корпусу, включеного у щільну забудову кварталу. В декорі стилізуються мотиви класицизму. 
№ 3а — житловий комплекс бізнес-класу — один восьмиповерховий будинок на 30 квартир з вбудованими приміщеннями комерційного призначення та підземним паркінгом, збудований у 2012—2013 роках будівельною компанією ТзОВ ВП «Будінвест» і введений в експлуатацію у 2014 році. В приміщеннях комерційного призначення нині містяться коворкінг «Communa», магазин з продажу кіберспортивного знаряддя «3ona 51». 
№ 4 — вілла, споруджена у 1889—1890 роках за проєктом архітекторів Юліана Захаревича та Івана Левинського у стилі — неоромантичний напрямок архітектури пізнього історизму на замовлення Яна Янушевського. Вілла є елементом комплексу, утвореного трьома вілами під № 4, 6 та 8 на вул. Кольберга. Три вілли мають смугу прифасадних квітників та спільний простір садових ділянок усередині кварталу. Цей будинок у плані є прямокутним, з виступами розкріповок по периметру і блоком вежі, накритої високим наметовим дахом. Вілла у другій половині XX століття зазнала значної перебудови. Житловий будинок внесений до Реєстру пам'яток архітектури місцевого значення під охоронним № 380-м.
№ 6 — житловий будинок, споруджений будівничим Емануелем Яримовичем у 1902 році, є елементом комплексу, утвореного трьома вілами під № 4, 6 та 8 на вул. Кольберга. Житловий будинок внесений до Реєстру пам'яток архітектури місцевого значення під охоронним № 381-м. Одне з приміщень першого поверху нині займає салон краси Володимира Кульбацького.
№ 8 — вілла, споруджена у 1889—1890 роках за проєктом архітекторів Юліана Захаревича та Івана Левинського у стилі — неоромантичний напрямок архітектури пізнього історизму на замовлення Тадеуша Лозинського. Г-подібна в плані будівля є наріжним компонентом комплексу, утвореного трьома віллами під № 4, 6 та 8 на вул. Кольберга. Вілла має два поверхи з мансардою, асиметрично розташовані ризаліти та вежу, високий наметовий дах якої на сьогодні втрачено. Вілла у другій половині XX століття зазнала значної перебудови. Житловий будинок внесений до Реєстру пам'яток архітектури місцевого значення під охоронним № 2634-м. У 2020 році розпочаті ремонтно-реставраційні роботи, під час яких в межах ділянки будинку на вулиці Кольберга, 8 виявлені людські рештки. 30 квітня того ж року виконавчий комітет Львівської міської ради надав дозвіл ЛКП «Виробничо-реставраційний комбінат обрядових послуг» на їх перепоховання на Голосківському цвинтарі.